# Pfarrkirche Fulpmes

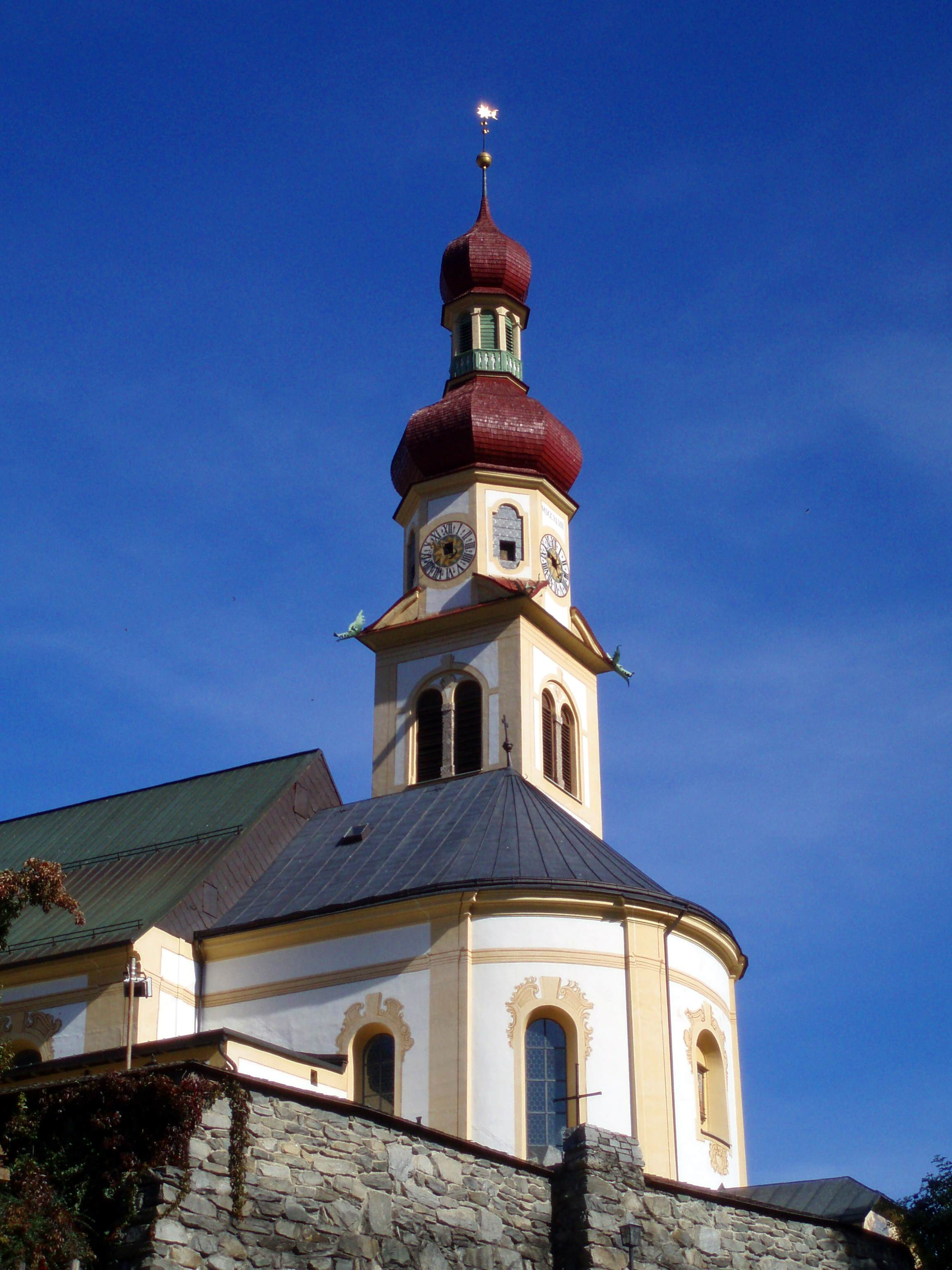
Kath. Pfarrkirche hl. Veit in Fulpmes

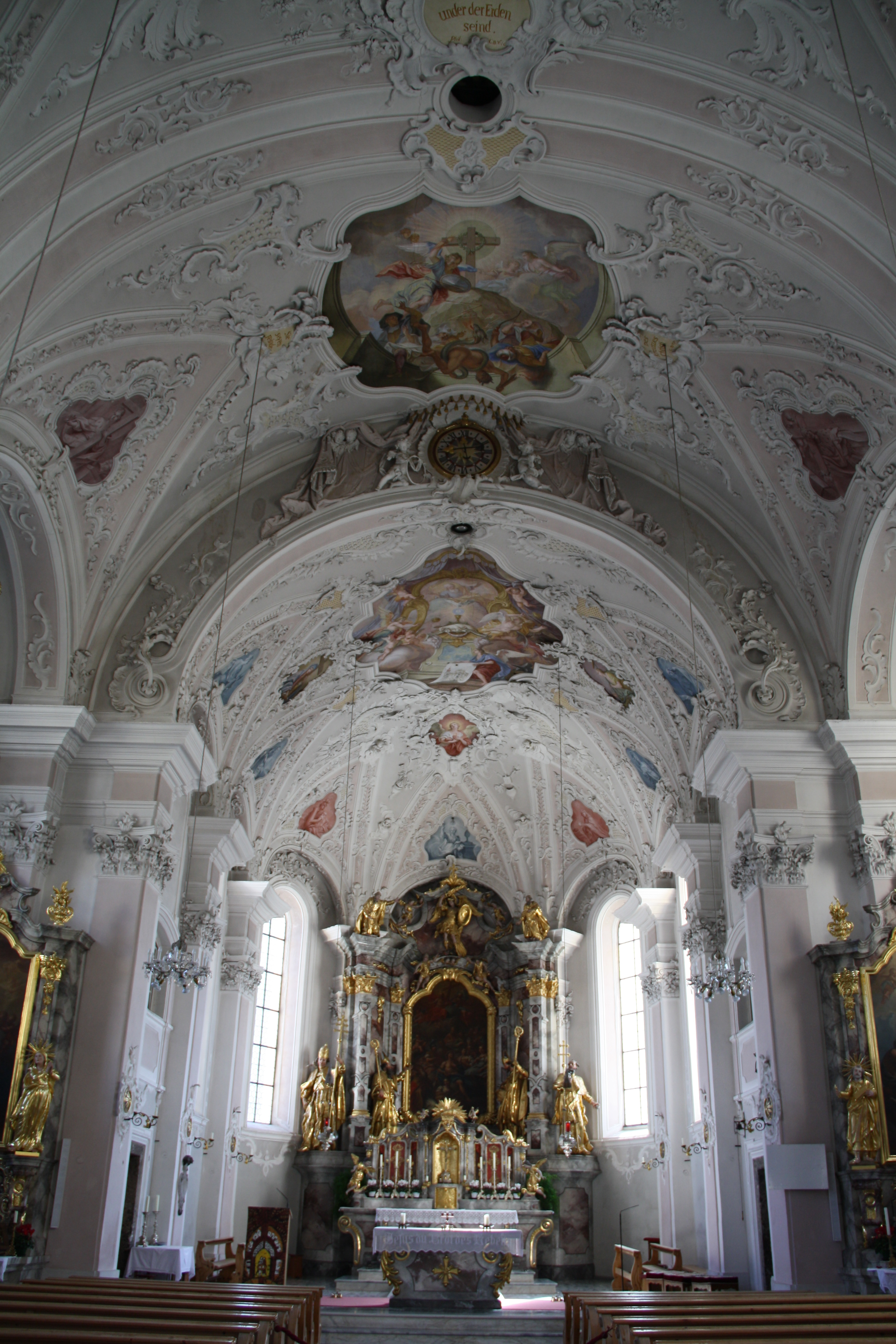
Vom Langhaus zum Chor

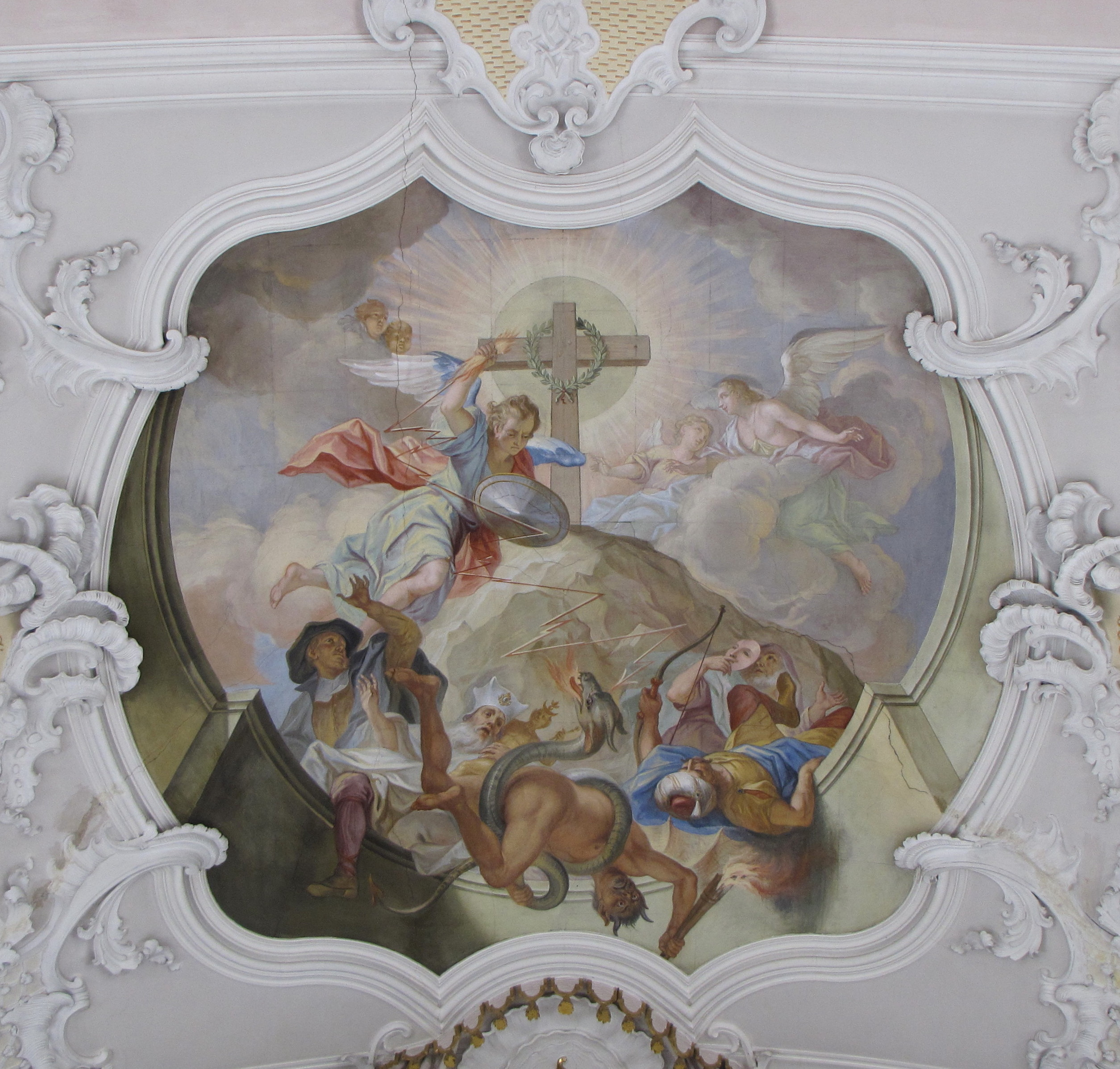
Gewölbemalerei von Johann Georg Bergmüller

Die römisch-katholische Pfarrkirche Fulpmes steht im Dorf Fulpmes in der Gemeinde Fulpmes im Bezirk Innsbruck-Land in Tirol. Die dem heiligen Veit geweihte Kirche gehört zum Dekanat Matrei am Brenner in der Diözese Innsbruck. Die Kirche steht unter Denkmalschutz (Listeneintrag). Die Rokoko-Kirche steht im oberen nördlichen Bereich des Dorfes und ist von einem Friedhof umgeben. 

## Geschichte
Als erste Kirche wurde 1368 die Sagererkapelle urkundlich genannt. Die heutige Kirche entstand nach der Errichtung eines Benefiziates (1745) nach den Plänen des Pfarrers und Architekten Franz de Paula Penz und Bildhauers Joseph Stapf (1746/1747), die Bauführung oblag Johann Michael Umhauser oder Matthias Umhauser. Die Kirche wurde als Kuratie 1748 geweiht. 1830 wurde die Kirche innen und 1882/1884 außen renoviert. 1891 wurde die Kirche zur Pfarrkirche erhoben. Außenrestaurierungen waren 1925/1927, 1952, 1969. Innenrestaurierungen waren 1928, 1971.

## Architektur

### Fassade und Außenbau
Die Fassade gliedert sich in drei Achsen: Außen stehen doppelte, innen einfache korinthische Pilaster. In den äußeren Achsen liegen unten Rechteckfenster und oben Figurennischen. In der Fassadenmitte liegen über einem säulengestützten Portalbau mit Walmdach ein Rundbogenfenster und eine Rundöffnung. Das Hauptgebälk ist mittig durchbrochen und wird von einem Segmentbogengiebel überspannt. Im Giebelbereich vermitteln Voluten zwischen Hauptgeschoß und einachsigem Giebel. Lisenen rahmen ein Bild Christi als Friedensfürst. Ein Dreiecksgiebel schließt die Fassade ab.
Die Außenmauern zeigen einfache Pilastergliederung und Rundbogenfenster. Vortretende Mauerteile kennzeichnen die querhausartigen Nischen im Innenraum. Der Turm über quadratischem Grundriss ist sparsam gegliedert. Nur die Schallarkaden sind als Doppelarkade gestaltet. Darüber erhebt sich das Oktogongeschoß. Ziffernblätter wechseln mit kleinen Öffnungen an den Diagonalseiten. Eine Zwiebelhaube mit schlanker Laterne, die eine Blendbalustrade umgibt, schließt den Turm ab. Die Architekturglieder sind gelb, Putzflächen weiß. 

### Innenraum
Die Pfarrkirche Fulpmes ist ein spätbarocker Saalbau mit einem querschiffartig erweiterten Abschnitt und eingezogenem Chor. Ein schmales Vorjoch nimmt die von Säulen – toskanisch unten, korinthisch oben – getragene Westempore auf. Das untere Emporengeschoß ragt vor, das obere trägt die Orgel und setzt weiter hinten an, springt aber mit zweifacher Rundung in den Gemeinderaum vor. Prägendes Element des vierjochigen Innenraums sind die kantigen Wandpfeiler. An die Pfeilerstirne sind flache Doppelpilaster gestellt. Als Wölbung dient eine abgeflachte Stichkappendecke mit doppelten Gurtbögen. Ein Triumphbogen leitet zum Chor. Der Triumphbogen nimmt in seiner Mitte ein Ziffernblatt auf, das von einem von Engeln gehaltenen Baldachinvorhang umgeben wird. Der Chor, zwei Joche tief, schließt rund. Das erste Chorjoch besitzt Oratorien. Die Fensterrahmungen im Chorrund sind oben gemuldet.

## Ausstattung

### Hochaltar
Der Hochaltar besitzt eine kurvig bewegte architektonische Rahmung aus korinthischen Pilastern. Über dem Gebälk erhebt sich der Altarauszug, der zwischen rahmenden Voluten den Heiligen Michael zeigt. Ein geschwungener Spitzgiebel krönt den Altarauszug. Die vier heiligen lateinischen Kirchenväter flankieren das Altarblatt. Links stehen Augustinus und Ambrosius, rechts Gregor und Hieronymus. Das Altarblatt zeigt den Heiligen Vitus mit dem Palmwedel des Märtyrers umgeben von den Vierzehn Notheiligen. Oben ist die Heilige Dreifaltigkeit zu sehen. In der Weihnachtszeit verdeckt eine raumhohe Darstellung der Geburt Christi mit Anbetung der Hirten den Altar. 

### Seitenaltäre
Die Seitenaltäre sind einfacher gestaltet. Das Gemälde des linken zeigt Maria als Strahlenkranzmadonna auf der Mondsichel, flankiert von zwei weiblichen Heiligen. Das Gemälde stammt von Johann Georg Dominikus Grasmair (1731). Das Altarblatt des rechten thematisiert die Mantelspende des Heiligen Martin zwischen den Aposteln Petrus und Paulus. Das Blatt schuf Giuseppe Gru 1748. Vor dem Gemälde steht eine hölzerne, farbig gefasste Maria Immaculata im Strahlenkranz, dargestellt in gedankenvollem Kontrapost. 

### Orgel und Glocke
Das Orgelprospekt entstand nach einem Entwurf von Clemens Holzmeister, das Werk baute Reinisch-Pirchner (1979). Eine Glocke goss Hans Christoph Löffler (1570).